# Sandra Di Milo
Sandra Di Milo (Buenos Aires, Argentina; 2 de abril de 1931 - Ibidem; 5 de diciembre de 2015) fue una destacada actriz de comedia argentina.

## Carrera
Sandra Di Milo es una actriz de vasta trayectoria artística tanto en cine como  teatro y televisión.
Se inició como la mayoría de los actores en teatro, incursionando notablemente en los infantiles.
En la pantalla grande secundó a actores de la talla de Norma Aleandro, Federico Luppi, Jorge Luz, Thelma Biral, Héctor Alterio, Susana Campos, Nora Cullen, Guillermo Battaglia, entre otros.
En la pantalla chica, si bien hizo muchos papeles cómicos en varias telenovelas, fue el personaje de Doña Porota en la telenovela Dos para una mentira protagonizada por  Horacio Ranieri, Marco Estell, Cristina del Valle, Graciela Cimer  y Marta Albertini, la que la hizo mayormente popular.
Falleció a los 84 años el sábado 5 de diciembre de 2015.

## Filmografía
- 1981: Los viernes de la eternidad.
- 1996: Sol de otoño.
- 2005: Cargo de conciencia.[2]

## Televisión
- 1980: Rosa de lejos
- 1980: El coraje de querer
- 1981: Tengo calle.
- 1981: Los miserables.
- 1981: Las 24 horas
- 1982/1983: Verónica, el rostro del amor
- 1985: No es un juego vivir
- 1986: Dos para una mentira
- 1987: Quiero morir mañana
- 1992: Son de Diez
- 1993: La flaca escopeta
- 1993:   Alta comedia: capítulo: "La hija del relojero" como La vecina.
- 1994: Más allá del horizonte
- 1995: Montaña rusa
- 1997: Ricos y famosos
- 2003: Los Simuladores (ep."El clan Motul" y "Episodio final").[3]

## Teatro
- 1960: El enfermo imaginario.
- 1962: Los guerreros del Rey Guerrero.
- 1963: La ladrona de Londres.
- 1997: La Flaca Escopeta dispara otra vez.
- 2000/2002: Las viejas vienen marchando.[4]
- 2007: Filomena Marturano.[5]

## Homenajes
En octubre de 2013 recibió el reconocimiento de SAGAI a los Artistas de los Medios Audiovisuales mayores de 80 años.